# ۱۱۰۴ (میلادی)
۱۱۰۴ (میلادی) هزار و صد و چهارمین سال تقویم میلادی است.

## درگذشتگان
‎